# Tete Lidbom

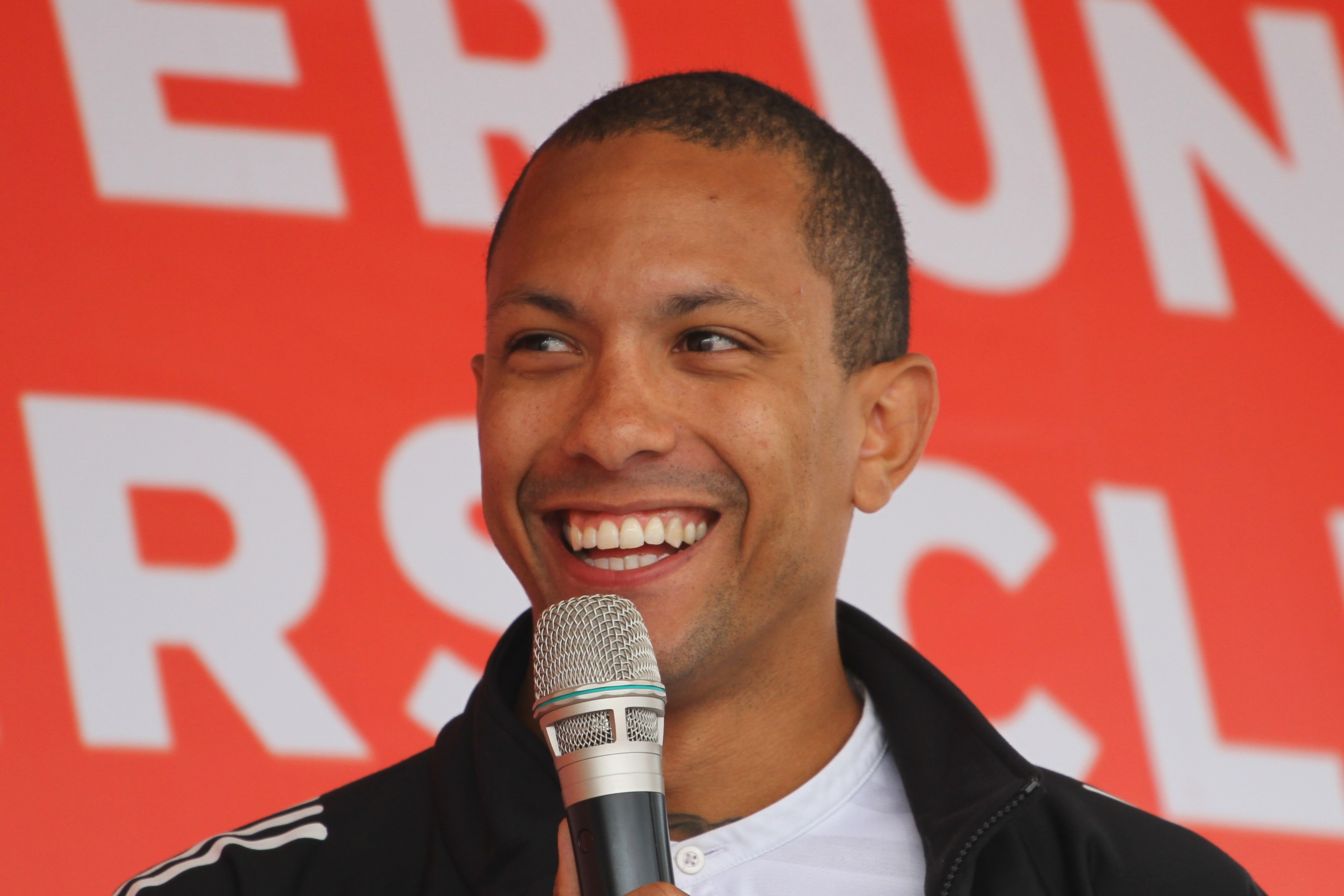
Tete Lidbom, 2017

Tete Andreas Agbota Lidbom (* 1986) ist ein norwegischer Moderator. Bekanntheit erlangte er unter anderem als Moderator des Fußball-Podcasts Heia Fotball und der Radioshow P3morgen.

## Leben
Lidbom wuchs in Trondheim als Sohn eines Ghanaers und einer alleinerziehenden Norwegerin auf. In seiner Jugend spielte Lidbom Fußball und er besuchte den Schauspielzweig einer weiterführenden Schule in Trondheim. Sein Studium brach er ab. In der Zeit danach arbeitete er unter anderem in einer Bar und als Moderator für ein Studentenradio ohne selbst Student zu sein. Zudem schrieb Lidbom unbezahlt Musikkritiken und war als DJ tätig.
Beim norwegischen Rundfunk, dem Norsk rikskringkasting (NRK), war er zunächst als Produzent in der Musikredaktion von NRK P3 tätig. Zudem schrieb er auch Rezensionen. Später wurde er Radiomoderator bei NRK P3. Gemeinsam mit Sven Bisgaard Sundet startete er im Jahr 2014 den Fußball-Podcast Heia Fotball, der zu einem größeren Erfolg wurde und einen eigenen Slot im Samstags-Radioprogramm erhielt. Mit Norske tilstander bekam er gemeinsam mit Ingrid Simensen einen weiteren Podcast bei NRK P3. Dieser wurde 2021 eingestellt.
An der Seite von Adelina Ibishi und Karsten Blomvik moderierte Lidbom von 2022 bis 2024 die Morgen-Radioshow P3morgen. Im Frühjahr 2023 war er in der norwegischen Realityserie Kompani Lauritzen zu sehen. In der im Herbst 2023 ausgestrahlten neunten Staffel von Kongen befaler, einem norwegischen Ableger von Taskmaster, trat er als einer der Teilnehmer auf. Im selben Jahr begann er zudem bei der Musik-TV-Show Maskorama, dem norwegischen Pendant zu The Masked Singer, als einer der Detektive in Erscheinung zu treten. Im Februar 2025 moderierte er an der Seite von Marte Stokstad und Markus Neby den Melodi Grand Prix 2025.